# Суходровка
Суходровка — річка в Білорусі у Ліозненнському й Вітебському районах Вітебської області. Права притока річки Лучоси (басейнБалтійського моря).

## Опис
Довжина річки 66 км, похил річки 1,7 %, площа басейну водозбору 4519 км², середньорічний стік 3,3 м³/с. Формується притоками та безіменними струмками.

## Розташування
Бере початок біля села Свірби. Тече переважно на південний захід через село Стасево і на північно-західній стороні від села Кузьменці впадає в річку Лучосу, ліву притоку річки Західної Двіни. У верхів'ї річка називається Ольша. У басейні річки розташоване озеро Щелохово.